# يونس أحمدي
يونس أحمدي (من مواليد 14 أبريل 1976)، لاعب جودو مغربي. شارك في دورة الألعاب الأولمبية الصيفية 2004، حيث خسر في دور ال32 من قبل الروسي يفجيني سطانيف.

## روابط خارجية
- يونس أحمدي على موقع JudoInside.com (الإنجليزية)
- يونس أحمدي على موقع أوليمبيديا (الإنجليزية)